# 西ケ崎町
西ケ崎町（にしがさきちょう）は静岡県浜松市中央区の町名。丁番を持たない単独町名である。住居表示未実施。

## 地理
浜松市中央区の北東部、積志地区の北部に位置する。東で中郡町及び浜名区中条、西で有玉西町、南で積志町、北で浜名区内野・小松と接する。

### 河川
- 小松川

### 学区
小学校・中学校の学区は以下の通りである。
- 浜松市立積志小学校（沖）
- 浜松市立中郡小学校（上、中及び旭）
- 浜松市立積志中学校（沖）
- 浜松市立中郡中学校（上、中及び旭）

## 歴史

### 沿革
- 1889年（明治22年）4月1日 - 町村制の施行により、長上郡西ケ崎村が周辺の村と合併して長上郡万斛（まんごく）村となる[WEB 8]。旧村名は万斛村の大字として残る[書籍 1]。
- 1891年（明治24年）6月12日 - 万斛村が中郡村に改称。
- 1896年（明治29年）4月1日 - 郡制の施行により、中郡村の所属郡が浜名郡に変更となる。
- 1908年（明治41年）1月1日 - 有玉村、中郡村及び小野田村大字半田を合併して積志村が発足する。
- 1909年（明治42年）12月6日 - 遠州鉄道線の西ヶ崎駅が開業する。
- 1923年（大正12年）4月1日 - 西ヶ崎駅が遠州西ヶ崎駅に改称する。
- 1957年（昭和32年）10月1日 - 積志村が浜松市に編入される。
- 1958年（昭和33年） - 大字西ケ崎の一部を積志町へ割譲するとともに、西ケ崎町へ住所表記を変更する[WEB 9]。
- 1968年（昭和43年）12月1日 - 浜北市大字内野との間で境界変更を実施する[WEB 10]。
- 1976年（昭和51年）5月14日 - 遠鉄ストア西ヶ崎店が営業開始。
- 1999年（平成11年）8月27日 - 遠鉄ストア西ヶ崎店が増床新築オープンする。
- 2007年（平成19年）4月1日 - 浜松市が政令指定都市となる。西ケ崎町は東区の一部となる。
- 2024年（令和6年）1月1日 - 浜松市の行政区再編により、西ケ崎町は中央区の一部となる。

## 施設
- 浜松市立橋爪幼稚園
- 遠州鉄道遠州西ヶ崎駅
- 浜松西崎（にしがさき）郵便局
- JAとぴあ浜松西ヶ崎支店
- クチーナ 本社
- 遠鉄ストア西ヶ崎店
- スギ薬局浜松西ヶ崎店
- セブン-イレブン（浜松西ヶ崎町店、浜松西ヶ崎西店）
- 臨済宗方広寺派天龍山藏泉院
- 臨済宗方広寺派玄松山泰月院
- 八幡神社

## 交通

### 鉄道
- 遠州鉄道線：（新浜松 方面 - ）遠州西ヶ崎（ - 西鹿島 方面）

### 道路
- 国道152号（飛龍街道）
- 静岡県道65号浜松環状線
- 静岡県道296号熊小松天竜川停車場線（二俣街道）

## その他

### 警察
警察の管轄区域は以下の通りである。
| 番・番地等 | 警察署       | 交番・駐在所 |
| ---------- | ------------ | ------------ |
| 全域       | 浜松東警察署 | 積志交番     |

### 消防
消防の管轄区域は以下の通りである。
| 番・番地等 | 消防署   | 本署/出張所 |
| ---------- | -------- | ----------- |
| 全域       | 東消防署 | 有玉出張所  |

### 書籍
1. ↑  『浜松市史 三』浜松市役所、1980年3月26日、176頁。

### WEB
1. ↑  “h02_22.csv”.   総務省 (2022年2月10日). 2024年6月26日閲覧。
2. ↑  “chuouku_menseki.xlsx”.   浜松市 (2024年3月12日). 2024年6月26日閲覧。
3. ↑  “静岡県 浜松市中央区 西ケ崎町の郵便番号 - 日本郵便”.   日本郵便. 2025年2月15日閲覧。
4. ↑  “市外局番の一覧”.   総務省 (2022年3月1日). 2024年6月26日閲覧。
5. ↑  “事業所案内及び管轄地域（事務所3件、分室3件）”.   一般社団法人静岡県自動車会議所. 2024年6月26日閲覧。
6. ↑  “住居表示実施状況”.   浜松市 (2024年1月4日). 2024年6月26日閲覧。
7. ↑  “学校名から探す／浜松市”.   浜松市 (2024年1月1日). 2024年6月26日閲覧。
8. ↑  “historyofcities.pdf”.   静岡県総務部合併推進室・財団法人静岡県市町村振興協会. 2024年9月24日閲覧。
9. ↑  “解説ページ”.   株式会社エア. 2024年10月8日閲覧。
10. ↑  “historyofcities.pdf”.   静岡県総務部合併推進室・財団法人静岡県市町村振興協会. 2024年10月15日閲覧。
11. ↑  “積志交番｜静岡県警察”.   静岡県警察 (2024年1月1日). 2024年6月26日閲覧。
12. ↑  “消防署の町別管轄「に」／浜松市”.   浜松市 (2020年3月25日). 2024年6月26日閲覧。